# Bernd Stöber
Bernd Stöber (* 6. September 1952) ist ein deutscher Fußballtrainer.

## Karriere
Im Alter von neun Jahren begann Stöber beim SC West Köln mit dem Fußballspielen, später spielte er für den SC Köln-Mülheim Nord und den VfL Köln 1899, wo er im Jahr 1976 seine aktive Karriere beendete; er wurde mehrfach in die Mittelrheinauswahl berufen.
Stöber ist Diplom-Sportlehrer und schloss im Sommer 1976 zusammen mit den Lehrgangskollegen Ernst-Günter Habig, Albert Brülls und Dietmar Schwager seine Ausbildung zum Fußballlehrer ab.
Am 18. Oktober 1976 wurde Slobodan Čendić als direkte Folge des Ausscheidens im DFB-Pokal (0:3 gegen Rot-Weiss Essen) und der Leistungen in der Bundesliga (15. Tabellenplatz nach neun Spieltagen) als Cheftrainer des 1. FC Saarbrücken vorzeitig beurlaubt, noch am selben Abend bestätigte der Verein die Verpflichtung von Rolf Schafstall, Assistenztrainer des Ligakonkurrenten MSV Duisburg, als dessen Nachfolger. Schafstall zog jedoch am Folgetag sein Einverständnis wieder zurück, sodass der bisherige Assistenztrainer Stöber vorläufig das Training der Bundesligamannschaft übernahm.
Stöber war am 23. Oktober im Alter von 24 Jahren und 48 Tagen für den 1. FC Saarbrücken bei der Bundesligapartie gegen den 1. FC Köln für ein Spiel als Interimstrainer tätig und ist somit bis heute (Stand: 07/2024) die jüngste Person, die je die Trainerfunktion während eines Spiels der deutschen Fußball-Bundesliga innehatte.
Eine Woche nach der Entlassung Čendićs unterschrieb Manfred Krafft einen bis zum Saisonende datierten Vertrag bei den „Molschdern“, Stöber blieb unter Krafft weiterhin als Assistenztrainer tätig.
Von 1987 bis 2007 war er Trainer der U-16-Nationalmannschaft des DFB. Seit 2007 ist Stöber an der Hennes-Weisweiler-Akademie in Hennef (früher in Köln) tätig.
Trainerstationen
- 1. FC Saarbrücken (Assistenztrainer, 1976)
- 1. FC Saarbrücken (Interimstrainer, 19. bis 24. Oktober 1976)
- Deutschland U16 (1987–2007)
- Deutschland U20 (1999)